# Уиндзорски замък
Замъкът Уиндзор в гр. Уиндзор, Бъркшир, Англия, е една от най-посещаваните исторически забележителности в Англия.
Един от символите и стожерите на британската национална идентичност, Уиндзор е най-старият замък във Великобритания, а със своите 1000 стаи и най-големият обитаван замък в света. Кралица Елизабет Втора е прекарала голяма част от детството си тук, затова не е изненадващо, че нейните почитатели споделят мъката ѝ, когато през 1992, нейната annus horribilis (ужасна година), един опустошителен пожар частично унищожава 100 стаи в апартаментите за церемониално и лично ползване. Възстановителните работи на стойност 53 милиона долара завършиха през 1997, с участието на мнозина занаятчии и прилагане на същите техники, използвани при началото на строежа на замъка от Уилям Завоевателя преди 900 години.
Оттогава тук са живели 8 последователни кралски династии. През 1916 крал Джордж V приема името на мястото от обич към него и за да разграничи кралската фамилия от нейните германски корени (династия Сакс-Кобург и Гота). Най-интересните неща, които могат да се видят в замъка Уиндзор, са смяната на караула, която се извършва дори когато кралицата не е в резиденцията (макар и с по-малка пищност и кралски знаци); „Кукленият дом“ на кралица Мери, един изключителен замък в миниатюра (всичко е дванадесеткратно умалено), проектиран през 1923 г. от архитекта сър Едуин Лътиънс; архитектурната перла от 16 в. – параклисът „Сейнт Джордж“ (Свети Георги), който заедно с Уестминстърското абатство е пантеон на много английски монарси. Под плоския гроб на нивото на земята в центъра е подземната гробница на Хенри VIII и неговата трета съпруга – Джейн Сиймур. В параклиса се провеждат и церемониите, свързани с Ордена на жартиерата.
Замъкът Уиндзор се намира на 34 км западно от Лондон.